# Nikolausstraße 12 (Niederbrechen)

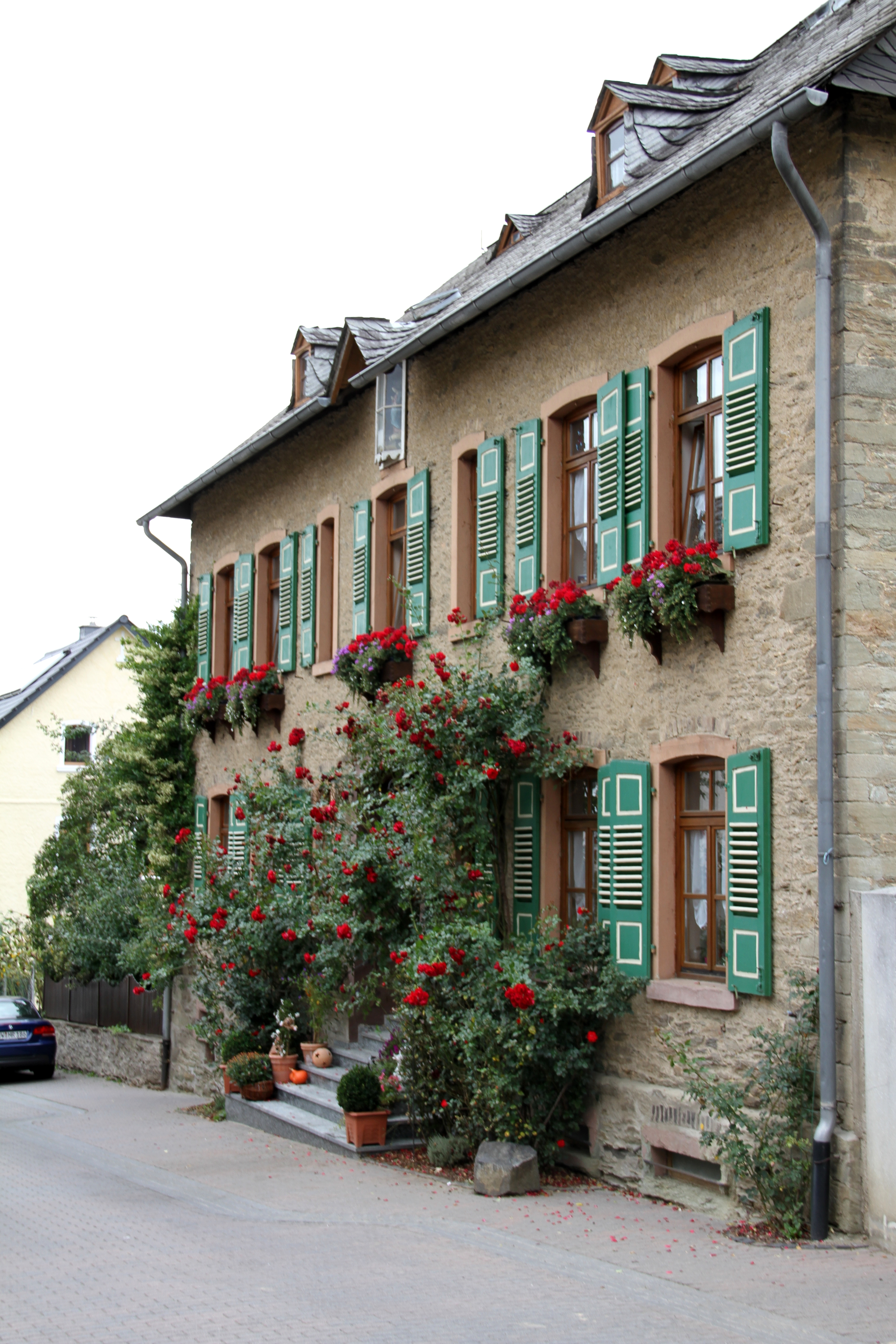
Gebäude Nikolausstraße 12 in Niederbrechen

Das Gebäude Nikolausstraße 12 in Niederbrechen, einem Ortsteil der Gemeinde Brechen im mittelhessischen Landkreis Limburg-Weilburg, wurde von 1855 bis 1865 errichtet. Das Wohnhaus ist ein geschütztes Kulturdenkmal.
Das zweigeschossige Wohnhaus eines Vierseithofes wurde außerhalb der Altstadt aus Bruchsteinmauerwerk errichtet. Das Gebäude mit zwei zu sieben Fensterachsen besitzt eine Solidität des Materials und eine stattliche Architektur der Fassade, die ungewöhnlich im bäuerlichen Wohnhausbau sind. 
Die Scheune und das südliche Nebengebäude gehören zur Sachgesamtheit des Kulturdenkmals.